# Badische Gewehrfabrik

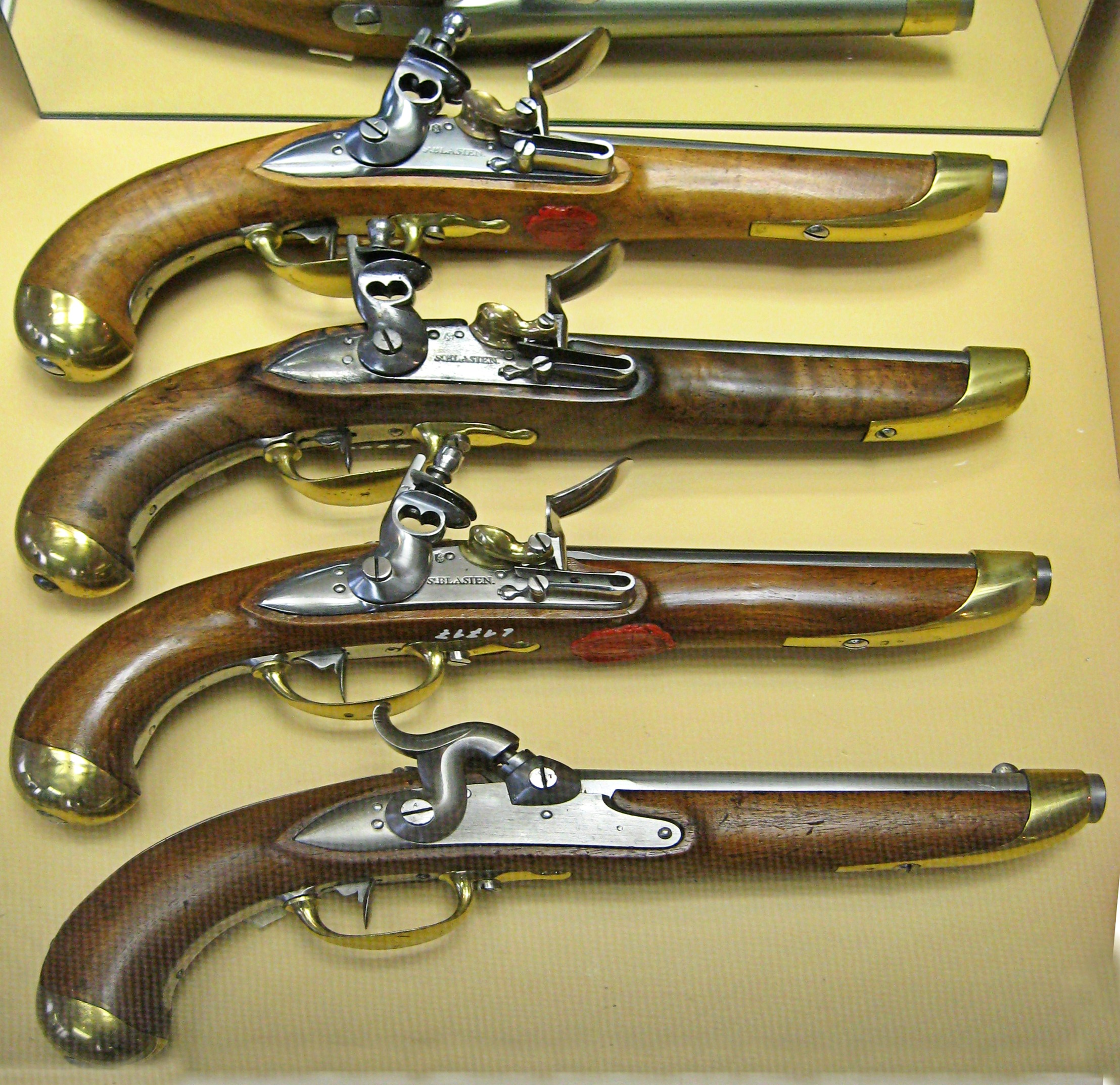
Kavalleriepistolen M 1816 aus St. Blasien, obere Waffe Musterstück mit staatlichem Siegel im Kreismuseum St. Blasien

Die Gewehrfabrik war 1809 die erste Unternehmensgründung in der seit 1806 aufgelassenen Klosteranlage des Klosters St. Blasien. Als Badische Gewehrfabrik wurde sie am 10. Oktober 1813 durch Vertrag der Gesellschafter mit dem Badischen Kriegsministerium weitergeführt. Der Ort St. Blasien bestand zu dieser Zeit einzig aus dem Kloster, dem Meierhof und einigen verbliebenen Bediensteten in den ehemaligen Klostergebäuden. Waffen aus St. Blasier Produktion sind im Museum in St. Blasien und im Wehrgeschichtlichen Museum Rastatt ausgestellt. Soweit bekannt (1989) ist weltweit nur eine weitere Kavalleriepistole des Typ M 1816 in einer amerikanischen Privatsammlung erhalten.

## Geschichte
Als einer der ersten Interessenten für die leerstehenden Gebäude meldet sich der Mechaniker Henry Duggli aus Zürich. Nachdem er die Bewilligung der Regierung in Karlsruhe erhalten hatte, begann er im August 1809 mit der Produktion im gepachteten Süd- und Westflügel der ehemaligen Abtei. Er musste bereits 1809/10 für das Badische Kriegsministerium 6000 Infanteriegewehre und einige hundert Pistolen liefern. Dafür hatte er eigens Spezialisten aus der Waffenfabrik Mutzig eingestellt, die im Nordflügel wohnten, diese mussten 1810 bereits zurück in die Heimat. Die Gewehrfabrik blieb bestehen und wurde von Johann Georg Bodmer übernommen, der kurz nach Duggli am 11. September in St. Blasien eintraf. Am 6. November 1810 beteiligte er den Finanzier und Investor David Seligmann (der sich später Freiherr von Eichthal nannte). Sie bauten zusammen eine Maschinenfabrik zur Produktion von Spinnmaschinen auf, gleichzeitig begannen sie, die Spinnmaschinen selbst aufzustellen. Im Januar 1811 kam David von Eichthal nach St. Blasien. Durch geschickte Verhandlungen konnte er das Kloster (außer dem Dom) praktisch pachtfrei übernehmen, später (1821) erwarb er die gesamten Gebäude.
Es wurden nun von der Aktiengesellschaft Société St. Blaise/St. Blasische Gesellschaft drei Fabriken gleichzeitig betrieben, die Gewehrfabrik, die Maschinenfabrik und die Spinnerei mit einer Bleicherei. Die Baumwollspinnerei St. Blasien hatte 12.000 bis 15.000 Spindeln in Betrieb (1840 waren es bereits 28.000), sie verarbeitete 1822 rund 4000 Zentner amerikanische Baumwolle, welche etwa 13.000 Kilogramm Garn ergab. Als Arbeiter wurden bevorzugt Kinder eingesetzt, (von 800 Arbeitern waren 200 Kinder unter 15 Jahren). Die Wasserkraft lieferten sieben Wasserräder an Kanälen die durch die Alb gespeist wurden. 1832 wurde eine Überdruckturbine des Erfinders Benoît Fourneyron eingebaut. Sie war mit 40 PS Leistung und 2300 Umdrehungen die erste kontinentale Überdruckturbine.

Der Oberforstmeister von St. Blasien, Gerer, war von Anfang an an dem Unternehmen beteiligt, trat aber wie Charles Albert 1812 seine Anteile an David von Eichthal ab. Dieser nahm sich immer mehr „Freiheiten“ heraus – sein Vater war 1814 in den erblichen Adelstand eines Freiherrn erhoben worden und 1815 erhielt er durch den Großherzog, ebenfalls das Reskript. 1818 bis 1822 stritten auch Eichthal und Bodmer immer heftiger. Bodmer unterlag dem finanzkräftigeren und schied 1822 endgültig aus der Gesellschaft aus. David von Eichthal weigerte sich auch beharrlich die neugegründete Vogtei St. Blasien (etwa 250 Personen) anzuerkennen, gründete schließlich eine eigene „Fabrikgemeinde“ (etwa 700 Personen) und ließ sich zum Bürgermeister wählen. 1845 waren in der Spinnerei bis zu 600 Arbeiter beschäftigt, darunter rund 300 Kinder die nach ihrer zehnstündigen Arbeitszeit abends noch etwas Unterricht durch den Fabriklehrer erhielten, und der tagsüber als Fabrikschreiber tätig war. 1843 verkaufte David von Eichthal die Hammerschmiede und die Eisengießerei an die großherzogliche Domänendirektion und konzentrierte sich damit ausschließlich auf die Textilproduktion. Im Alter von 70 Jahren verschenkte David von Eichthal am 18. September 1845 das Unternehmen an seinen Schwiegersohn, den Bezirksbaumeister Joseph Berckmüller aus Karlsruhe, um Teile des Unternehmens vom Konkurs retten zu können. Berckmüller hatte seit seiner Hochzeit 1829 in St. Blasien als Fabrikdirektor gearbeitet, bevor er 1844, nach größeren Umsatzeinbrüchen als Folge vieler Schweizer Konkurrenzfirmen ab 1835, wieder in seine Heimat Karlsruhe gezogen war, um dort in den Staatsdienst zu treten. Bereits um 1840 hatte David von Eichthal große Kredite aufnehmen müssen.

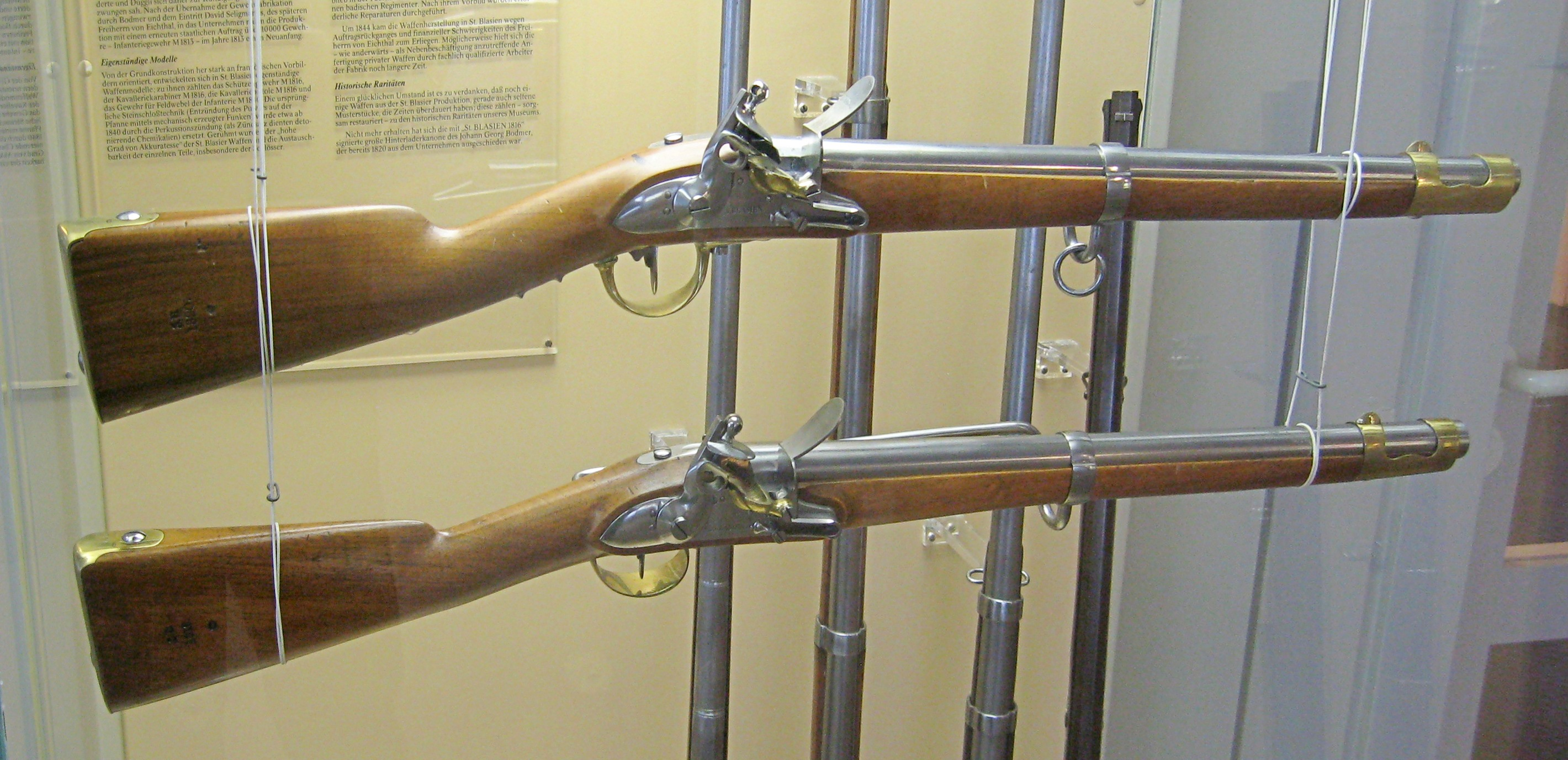
Kavalleriekarabiner M 1816 aus der Badischen Gewehrfabrik im Kreismuseum St. Blasien

Obwohl Berckmüller zusammen mit den Hauptgläubigern als Spinnerei St. Blasien einen Rettungsversuch wagte, wurde 1851  Konkurs eingeleitet.

## Produktion
Bodmer begann 1813 mit der Fertigung von Waffen, zunächst mit finanzieller Unterstützung durch den französischen Hofmechaniker Charles Albert, nachdem er vom Badischen Kriegsministerium einen umfangreichen Auftrag erhalten hatte. Die Gewehrschäfte aus Nussbaumholz fertigten Schnefler in Menzenschwand. Die militärische Aufsicht über Waffenfabrikation hatte ab 1822 Kapitän von Althaus von den badischen Leibgrenadieren. Ab 1813 waren in der Gewehrfabrik 193 Arbeiter beschäftigt. Der Erfinder Bodmer hatte hier 14 Werkzeugmaschinen aufgestellt, die völlig neuartig waren, sie feilten, frästen und bohrten die vorgeschmiedeten Schlossteile gleichzeitig. Damit war die Idee von Eli Whitney mit dem Prinzip der Austauschbarkeit der Teile erstmals in Europa industriell angewandt worden. Die Badische Armee wurde von hier aus erstmals mit Perkussionsgewehren nach fast identischem französischen System beliefert, die die bisherigen Steinschlossgewehre ablösten. Angefertigt wurden Flinten, Jagdgewehre, Kugelbüchsen, Pistolen, Säbel, Bajonette und weitere Waffen für das Badische Militär sowie den freien Verkauf. Monatlich wurden bis zu 10.000 Gewehre gefertigt, was nur durch die Maschinen Bodmers möglich war.
Angeschlossen war ein kleines Eisenwalzwerk, eine Hammerschmiede und Gießerei. Es befand sich an der Stelle (heute Aebi Schmidt, Schneepflüge) eines Sägewerks an der Alb (ab 1818) wozu man Eisenmasseln aus der zum Betrieb gehörenden Eisenhütte Kutterau und aus dem Eisenwerk Albbruck, bis um 1840 auch aus dem Eisenwerk Tiefenstein bezog. Zur Verhüttung gelangten einheimische Erze, vorwiegend Bohnerze aus Kandern und aus dem Klettgau. Zudem gab es eine Feilenhauerei, die ein Engländer leitete, dieser bildete auch die Einheimischen aus. Die Versorgung der Arbeiter übernahm die betriebseigene Ökonomie; dort waren 18 Frauen und 27 Männer beschäftigt. Nach dem Verkauf am 27. März 1843 ließ die badische Hüttenverwaltung 1861 das ertragslose Eisenwerk demontieren und nach Albbruck bringen. 1866 erwarb Franz Moldenhauer das stillgelegte Werk und ließ eine Nickelschmelzhütte mit Pochwerk und Röstofen zur Verhüttung von Nickelerzen aus der Friedrich August Grube errichten. 1877 wurde der Betrieb der Nickelhütte eingestellt.

## Resumé
Nachdem Bodmer als Erfinder ausgeschieden war, dauerte es nicht lange, bis das Unternehmen stagnierte. Andererseits warf von Eichthal Bodmer vor – wohl zu Recht –, zu viel Kapital für Entwicklungen zu verbrauchen. Zwar war das Unternehmen das Größte seiner Zeit, doch die Konkurrenz wuchs schnell. Spinnereien entstanden nun im ganzen Land. Eichthal war immer auf der Suche nach Subventionen und Vergünstigungen. 1840, bevor er das Darlehen aufnahm, war die Fabrik auf 1,5 Mill. Gulden geschätzt worden. 1851 wurde ihr Wert auf 185.748 Gulden taxiert. Die Versteigerung gewann 1851 der Bankier J. E. Obermayer aus Augsburg und erbrachte nur noch 87.000 Gulden. Er assoziierte 1852 mit Carl Wilhelm Grether aus Schopfheim. 1855 beschäftigte man 296 Arbeiter, davon 170 Kinder. 1869 hatte die Spinnerei noch 284 Arbeiter. Grether vererbte die Fabrik an seinen Schwiegersohn Ernst Friedrich Krafft, der sie nach dem Brand von 1874 neu errichtete und in dessen Familie sie bis zur Weltwirtschaftskrise verblieb. Nach den schweren Anfängen war der Verdienst für die Arbeiter im sonst kargen und abgelegenen Schwarzwald gut.